# Narinatrogon
Der Narinatrogon (Apaloderma narina) ist eine afrikanische Vogelart aus der Familie der Trogone und der gleichnamigen Ordnung. Er ist nach einer Frau aus dem Volk der Khoi Khoi benannt, deren Name „Blume“ bedeutet.

## Merkmale
Der 33 cm lange Narinatrogon hat eine metallisch-grüne Oberseite, einen purpurroten Bauch und Steiß, und graue Flügel mit schwarz-weiß gebänderten Handschwingen. Beim Weibchen sind Hals und Brust zimtfarben.

## Lebensweise und Verbreitung
Der Narinatrogon lebt in Tieflandwäldern und Waldrandgebieten in weiten Teilen Afrikas südlich der Sahara. Die Art wird als nicht gefährdet eingeschätzt.
Er sitzt die meiste Zeit bewegungslos im hohen Geäst und dreht sich, wenn er aufgeschreckt wird, blitzschnell um seinen purpurnen Bauch zu zeigen. Er ernährt sich von Insekten, wie Nachtfaltern, Käfern und Raupen, sowie von Spinnen, die er von Zweigen pickt. Manchmal erbeutet er auch kleine Geckos.
Das Weibchen legt zwei bis vier Eier in eine Baumhöhle. Das Gelege wird etwa zwei Wochen von beiden Elternvögeln bebrütet.

## Unterarten
Es werden augenblicklich vier Unterarten anerkannt:
- Apaloderma narina constantia Sharpe & Ussher, 1872[3] kommt von Sierra Leone bis Ghana vor.
- Apaloderma narina brachyurum Chapin, 1923[4] ist im südöstlichen Nigeria und Kamerun bis in die Demokratische Republik Kongo und Uganda verbreitet.
- Apaloderma narina narina (Stephens, 1815)[5] kommt von Äthiopien bis Angola und Südafrika vor.
- Apaloderma narina littorale Van Someren, 1931[6] ist vom südlichen Somalia bis ins östliche Tansania und Mosambik verbreitet.

Apaloderma narina arcanum Clancey, 1959 und Hapaloderma rufiventre Dubois, AJC 1897 werden heute als Synonym zur Nominatform betrachtet.